# Fondazione Leonardo Sciascia
La Fondazione Leonardo Sciascia, o semplicemente Fondazione Sciascia, è una fondazione italiana, con sede a Racalmuto, volta a promuovere la conoscenza dello scrittore Leonardo Sciascia.
(Leonardo Sciascia)

## Storia
Il desiderio di creare un’istituzione dedicata alla conoscenza dello scrittore racalmutese Leonardo Sciascia si manifestò per opera degli amministratori di Racalmuto già nel 1984, mentre lo stesso scrittore era ancora in vita.
Nonostante la sua natura schiva, Sciascia comprese l'importanza di promuovere la cultura nella sua Regalpetra e accettò l'onore. Tuttavia, egli si dimostrò inizialmente riluttante a dare il suo nome alla fondazione, avendo preferito maggiormente quello di fra Diego La Matina, a cui aveva dedicato il romanzo “Morte dell’Inquisitore”.
Proprio allo scopo di realizzare una fondazione culturale, il comune di Racalmuto, nel 1987, acquistò un’ex centrale elettrica di proprietà dell’ENEL, costruita attorno agli anni ‘20.

Gli interni della Fondazione quando era adibita a centrale elettrica.

Il restauro venne affidato all’architetto veneziano Antonio Foscari, il quale nello stesso periodo stava supervisionando i lavori del teatro “Regina Margherita”.
Lo scrittore inviò una lettera al Consiglio comunale il 6 settembre 1989, in cui dichiarò di voler donare alla nascente istituzione una raccolta di ritratti di scrittori e tutte le lettere da lui ricevute durante la propria attività letteraria.
Suggerì inoltre di nominare un comitato di organizzazione, costituito in parte da amici nonché da giovani intellettuali locali: direttore letterario venne nominato Antonio Di Grado, mentre al fotografo Ferdinando Scianna e all’editore Franco Sciardelli fu affidata la compilazione del catalogo dei ritratti.
Di risposta, il Comune avrebbe assicurato alla Fondazione la concessione gratuita per 99 anni dei locali precedentemente acquistati; lo stanziamento per 9 anni di una somma non inferiore a 100 milioni di lire; un personale che se ne occupasse.
La sede fu quindi inaugurata il 24 settembre 1994.

## Descrizione
(Leonardo Sciascia)

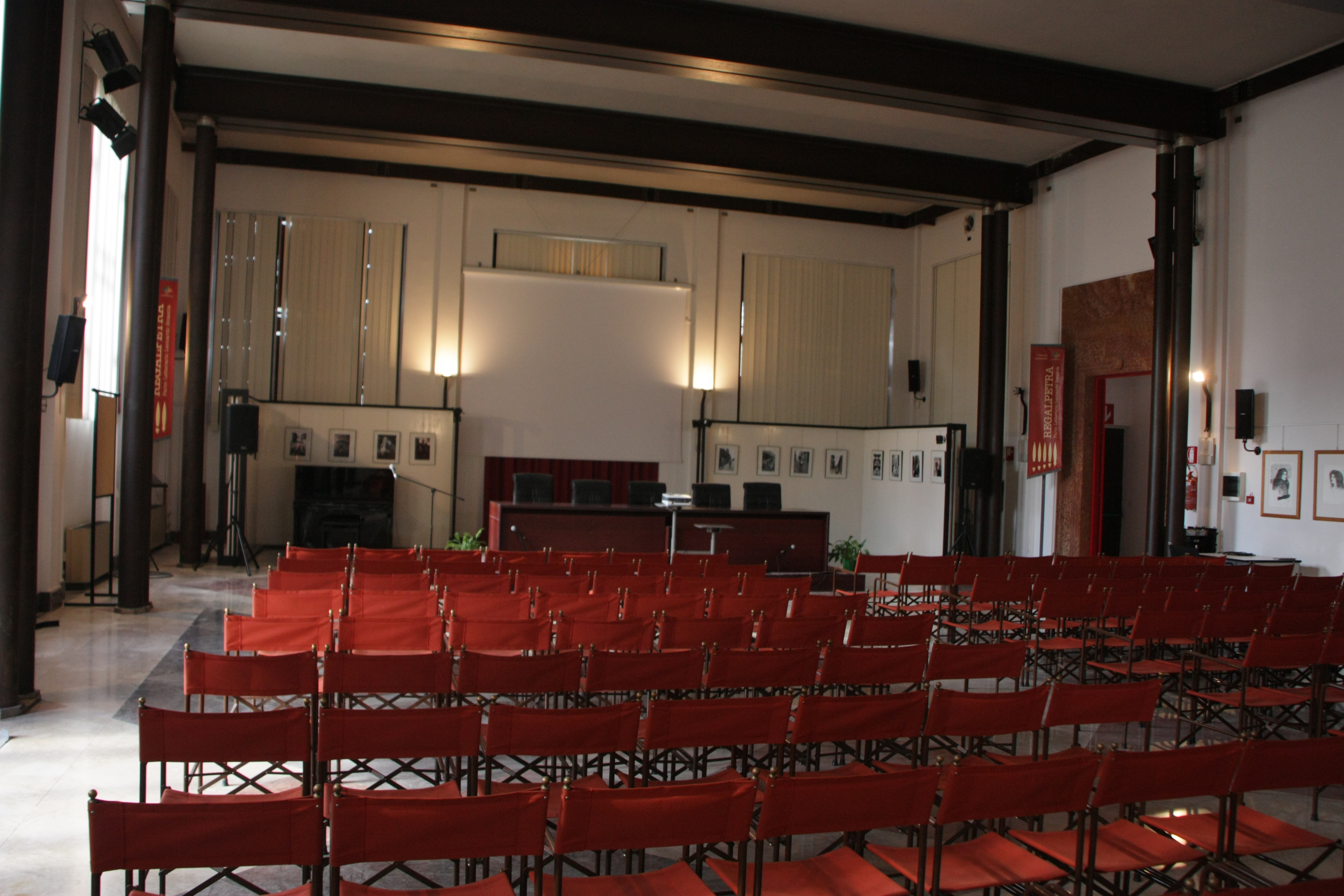
La Sala convegni della Fondazione

Al piano terra, la spaziosa sala convegni della Fondazione, con una capienza di circa 200 posti, ospita regolarmente eventi culturali di rilievo, tra cui convegni, mostre, dibattiti e rappresentazioni teatrali.

### La pinacoteca

#### I ritratti di scrittori

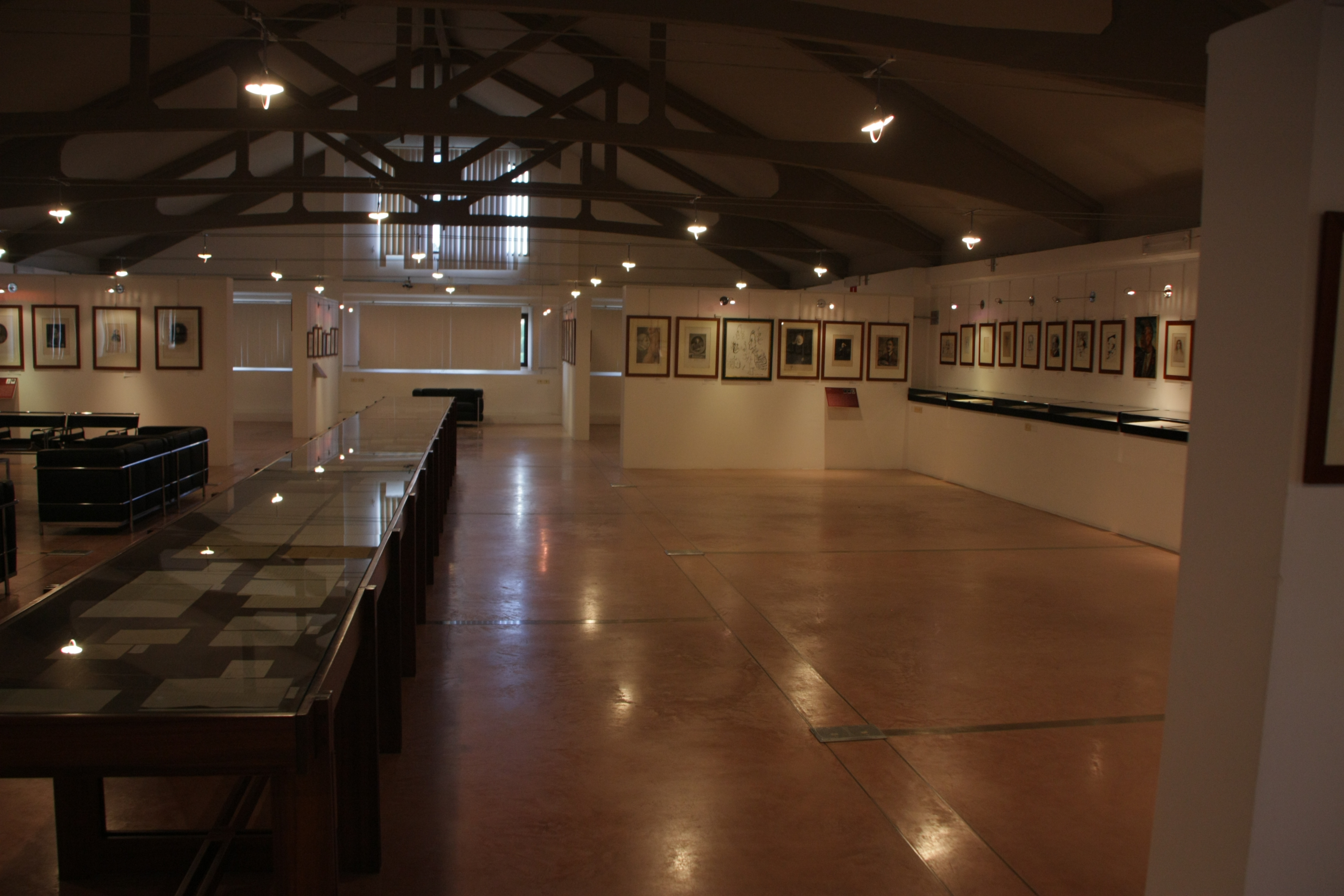
La pinacoteca, con i registri scolastici e le prime edizioni (al centro) e i ritratti degli scrittori (ai lati)

Al primo piano è ospitata una pinacoteca con oltre duecento ritratti di scrittori: opere realizzate con tecniche diverse e in differenti periodi storici e annovera disegni a penna di Fabrizio Clerici, lavori di Renato Guttuso, Bruno Caruso, Piero Guccione, Gaetano Tranchino, Marc Chagall ed altri.

#### L'epistolario

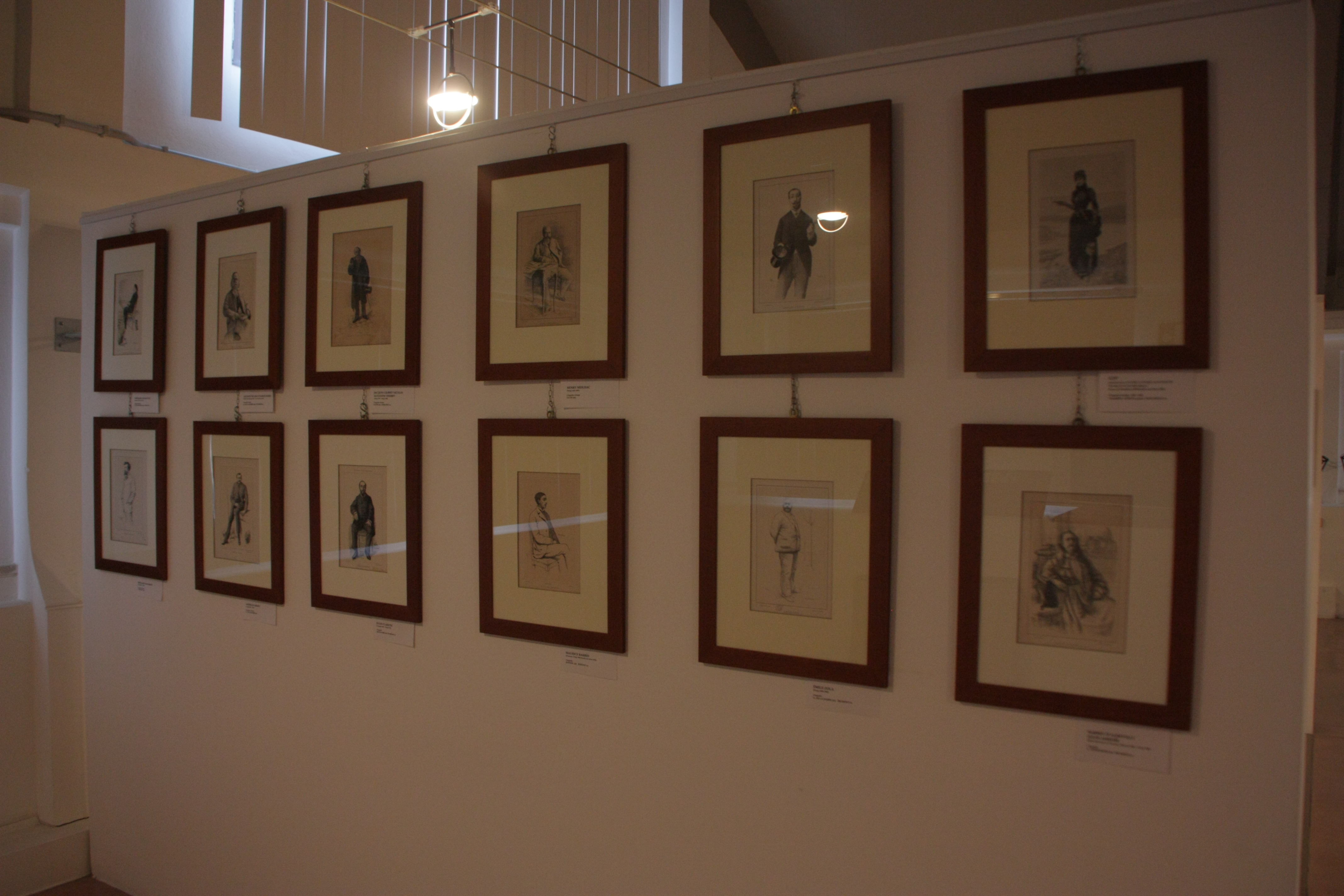
Parte della collezione dei ritratti di scrittori

Qui è custodita inoltre la corrispondenza dello scrittore con personalità del mondo politico e culturale del dopoguerra: da Pier Paolo Pasolini ad Italo Calvino, da Elio Vittorini a Jorge Guillén, da Alberto Moravia ad Indro Montanelli, Vincenzo Consolo, Domenico Faro, Fabrizio Clerici, Antonino Uccello, Gesualdo Bufalino, Mario Tobino, Enzo Biagi, Giorgio Napolitano.
Circa quindicimila documenti di notevole interesse intellettuale che attraversano la vita politica e letteraria del secolo scorso, moltissimi dei quali ancora inediti. Tale carteggio epistolare, per la sua importanza, è stato dichiarato di “Interesse Culturale”, della Soprintendenza Archivistica della Sicilia.
Nella pinacoteca è possibile ammirare inoltre un’esposizione permanente delle prime edizioni dei libri dello scrittore, alcune pubblicazioni curate o promosse dalla Fondazione, quelle in lingua straniera, i registri di classe originali, vergati ai tempi dell’insegnamento nella scuola elementare di Racalmuto.

#### Le fotografie
Di particolare interesse anche la mostra fotografica permanente “La Sicilia, il suo cuore”, interamente dedicata a ritratti d’autore di Sciascia realizzati da fotografi di fama come Pietro Tulumello, Giuseppe Leone, Ferdinando Scianna, Henri Cartier-Bresson, Enzo Sellerio, Melo Minnella, Elisabetta Catalano, Fausto Giaccone.

### La biblioteca
La biblioteca conta attualmente circa 27.000 unità bibliografiche, di cui circa 15.000 volumi catalogati secondo il sistema Dewey. La collezione spazia dalla narrativa alla saggistica, con un focus in particolare sulla critica letteraria, la letteratura siciliana, l'arte e la storia.
Duemila volumi sono stati donati dalla stessa famiglia Sciascia. L'emeroteca include inoltre una vasta raccolta di articoli di giornale e ritagli di varie testate che narrano momenti cruciali della vita dell'autore e della Fondazione.

## Attività
La Presidenza del Consiglio dei Ministri ha conferito alla Fondazione, per l’anno 1997, il "Premio per la Cultura" come riconoscimento per l’attività svolta.
La Fondazione è stata visitata da due capi di Stato (Giorgio Napolitano e Carlo Azeglio Ciampi) e dal presidente della Camera dei deputati, Roberto Fico, dal già presidente del Senato Pietro Grasso, e da alte cariche dello Stato che hanno partecipato in convegni e seminari.
Intrattiene rapporti con gli Istituti di Cultura Italiana presso le Ambasciate di Belgrado, Varsavia, Bruxelles, Dublino, Cordoba, Parigi, Colonia e Berlino, oltre a mantenere contatti con oltre cento università internazionali.